# Another Brick in the Wall
«Another Brick in the Wall» (укр. «Ще одна цеглина у стіні») — назва одразу трьох пісень гурту Pink Floyd з рок-опери The Wall 1979 року. Всі три пісні є варіаціями на одну основну тему і мають підзаголовки Part I, Part ІІ і Part ІІІ. Всі три пісні написані бас-гітаристом Pink Floyd Роджером Уотерсом.
Part II — це пісня-протест проти жорсткої шкільної освіти. Вона вийшла як сингл і стала хітом номер один групи Пінк Флойд в Великій Британії, Сполучених Штатах, Німеччині та багатьох інших країнах. Крім того, вона потрапила до списку 500 найкращих пісень усіх часів за версією журналу Rolling Stone. У Великій Британії Part ІІ була першим синглом Pink Floyd з 1968 року. Було продано понад 4 млн дисків з цією піснею.
Цей сингл, як і альбом The Wall, був заборонений в Південній Африці в 1980 році після того, як пісня була схвалена прибічниками загальнонаціонального бойкоту школи, що протестував проти расової несправедливості в освіті за режимом апартеїду.

## Концепція
Всі три пісні об'єднує спільна мелодія і тема. Кожна наступна частина звучить голосніше за попередню. Гучність поступово наростає: від першої частини відбувається перехід до другої, яка є справжнім гімном протесту, а третя частина — це вже справжній крик відчаю. У пісні нема приспіву, але останні два рядки кожної частини починаються словами «all in all» (укр. у підсумку) і закінчуються «in the wall» (укр. в стіну).

## «Part І»

### Композиція
Перша частина дуже динамічна і має довге гітарне соло. Вокал м'якший, ніж у другій і третій частинах, але є короткий, різкий підйом динаміки та тону протягом короткого періоду у кінці. На фоні можна почути шум, плач, крики дітей. Початок пісні збігається з кінцевим акордом The Thin Ice. Ці дві пісні пов'язані спільною темою. У The Thin Ice співається про крихкість сімейного щастя, а у другій частині «Another Brick in the Wall» про гибель батька головного героя у Другій світовій війні.

### Фільм
В фільмі «Стіна» пісня грає у сцені, в якій мати Пінка молиться в церкві і оплакує загибель чоловіка. В цей час Пінк грається іграшковим літачком серед крісел в церкві. Пісня продовжує грати в парку. Мати пішла в магазин, а Пінк дивиться на дітей, які граються зі своїми батьками. Він підходить до чоловіка і просить посадити його на карусель. Чоловік садить Пінка на карусель. Він катається і радіє, а коли чоловік збирається йти додому з сином, Пінк підбігає до нього і бере за руку. Чоловік з обуренням говорить, що у Пінка є свої батьки. Пінк дивиться на інших дітей з батьками і почувається все більш самотнім.

## «Part ІІ»

### Композиція
Друга частина — це одна з найпопулярніших пісень Pink Floyd. У ній розказується про проблеми освіти і знущання над дітьми. На відміну від першої та третьої частин, цю пісню виконує не лише Уотерс, а й Гілмор. Другу частину пісні виконує дитячий хор «Islington Green School». У пісні є сильні барабани, добре відома басова лінія та відмінні гітарні частини на задньому плані. Після закінчення пісні звучить шкільний двір разом з шотландським вчителем, який продовжує кричати: «Неправильно! Зробіть це знову!», і «Якщо ви не їсте м'яса, ви не отримаєте пудингу!» Все це розчиняється в гуркоті телефонного дзвінка.

### Фільм
Пінк уявляє собі картину, в якій діти, одягнені в шкільну форму, крокують по конвеєру, в один момент на них одягаються маски тілесного кольору, а в кінці вони всі падають у велику м'ясорубку. Під час другого куплету група дітей співає слова пісні. Як тільки закінчуються слова, вони встають і починають руйнувати кімнату, розбивати пожежні щити і спалювати меблі. В кінці можна побачити школу у вогні і дітей, які несуть кудись свого вчителя. Після цього знову показують сумного Пінка за партою у школі.

### Кліп
Кліп складається зі спеціально знятих сцен й анімаційних кадрів з фільму. У кліпі знято дитячий хор, який виконав частину пісні. Також є велика кількість сцен з дітьми, які граються на дитячому майданчику або гуляють на вулиці. У кліпі є кадри з великою лялькою, яка символізує вчителя у пісні.

## «Part ІІІ»

### Композиція
Третя частина гучніша та динамічніша ніж попередні дві. Пісня виражає гнів Пінка. Вона також є найкоротшою частиною «Another Brick in the Wall». Третя частина символізує завершення зведення стіни навколо головного героя. Пінк вирішив закінчити стіну після зради дружини. Він емоційно говорить, що йому ніхто і ніщо не потрібно, що все лише спричинило зведення стіни навколо нього. Після цього звучить фінальна пісня першої пластинки The Wall «Goodbye Cruel World» (укр. «Прощавай, жорстокий світе»).

### Фільм
Дорослий Пінк в пориві гніву руйнує свій готельний номер і падає без свідомості. Перед його очима проноситься все, що призвело до зведення стіни, а після цього він сам опиняється перед високою незламною стіною.

## Версія Korn
Ню-метал група «Korn» записала кавери на всі три частини «Another Brick in the Wall» та пісні «Goodbye Cruel World» у 2004 році і включила їх до свого альбому Greatest Hits, Vol. 1. Пісню регулярно виконували під час концертів «Korn» у 2004 та 2005 роках. Кавер вийшов як сингл і він розмістився на 37 позиції у Alternative Songs chart і на 12 позиції у Mainstream Rock chart.